# Myrcia maricaensis
Myrcia maricaensis är en myrtenväxtart som beskrevs av Brother Alain. Myrcia maricaensis ingår i släktet Myrcia och familjen myrtenväxter.
Artens utbredningsområde är Puerto Rico. Inga underarter finns listade i Catalogue of Life.